# Physocephala rufipes
Physocephala rufipes là một loài ruồi thuộc chi Physocephala trong họ Conopidae. Their larvae are endoparasites of bumble bees thuộc chi Bombus. Nó có mặt ở khắp much của châu Âu.

## Hình ảnh

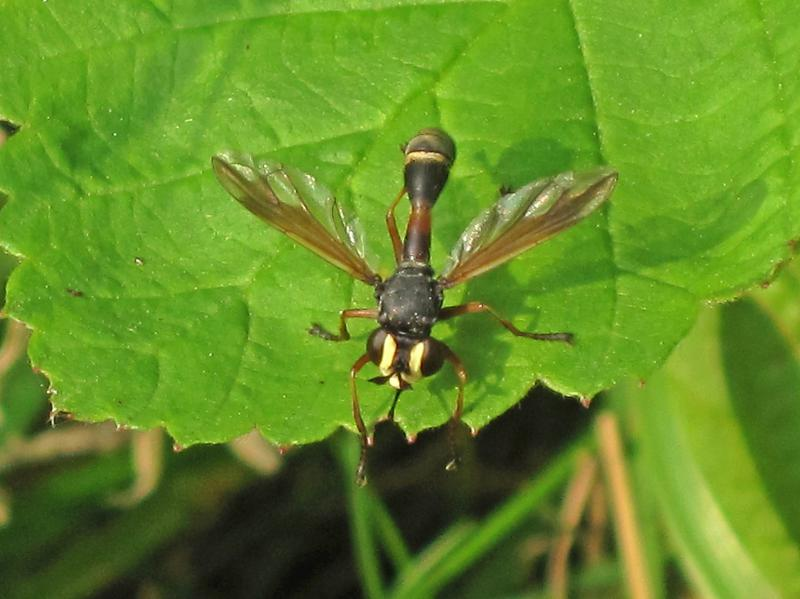
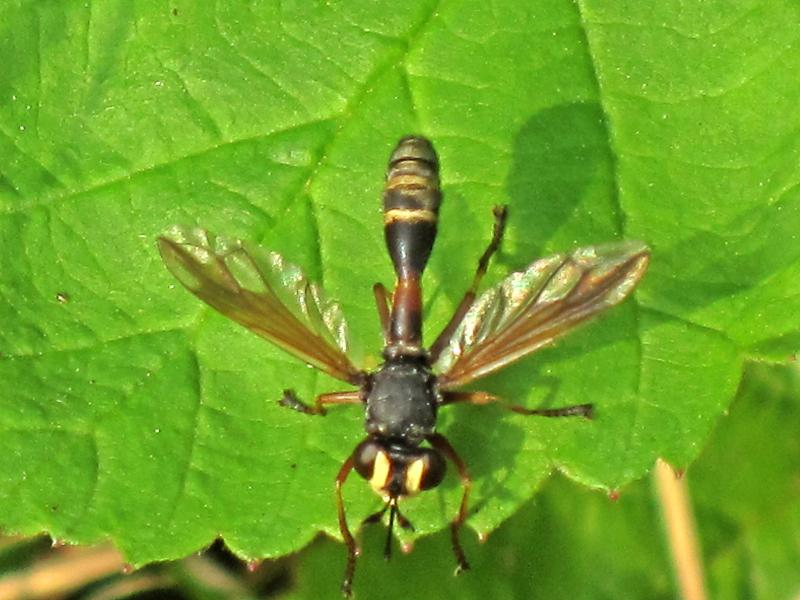